# Osachila kaiserae
Osachila kaiserae is een krabbensoort uit de familie van de Aethridae. De wetenschappelijke naam van de soort is voor het eerst geldig gepubliceerd in 1999 door Zimmerman & Martin.